# 12 Dywizjon Artylerii Przeciwpancernej
12 dywizjon artylerii przeciwpancernej (12 dappanc) – pododdział artylerii przeciwpancernej ludowego Wojska Polskiego.
Dywizjon wchodził w skład 9 Dywizji Piechoty. Stacjonował w garnizonie Łańcut.

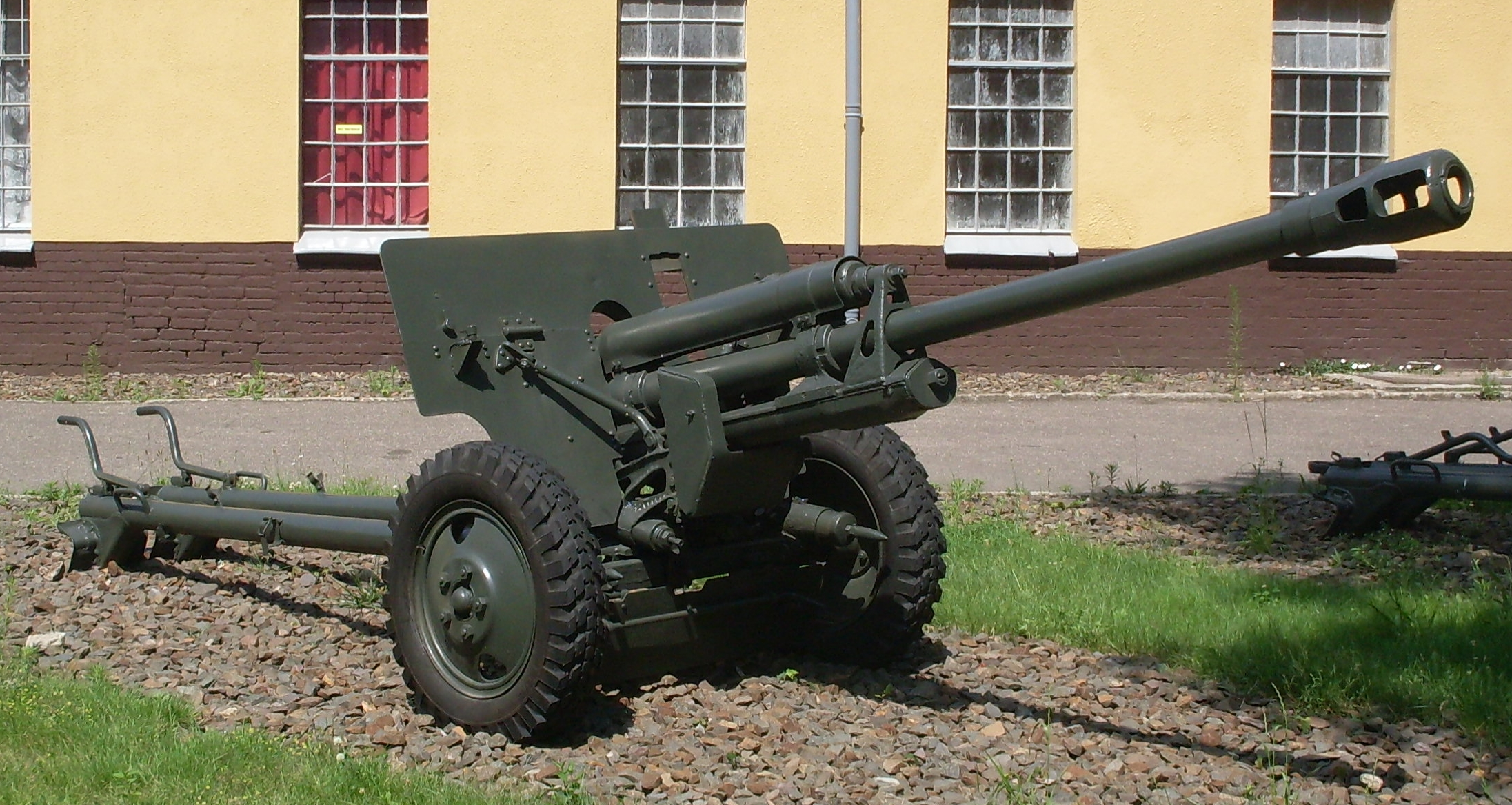
76 mm armata wz. 1942 (ZiS-3)

## Dowódcy
- kpt. Sołtan - 1949

## Struktura organizacyjna
Dowództwo i sztab
- pluton dowodzenia
- trzy baterie armat przeciwpancernych
  - dwa plutony ogniowe po 2 działony

Razem według etatu 2/79 w 1948: 164 żołnierzy i 12 armat 76 mm ZiS-3